# 勿来なほ子
勿来 なほ子（なこそ なおこ、生年不詳）は、元宝塚少女歌劇団月組主演娘役クラスの人物である。

## 略歴
- 1922年、12期生として、宝塚音楽歌劇学校（現在の宝塚音楽学校）に入学し、宝塚少女歌劇団（現在の宝塚歌劇団）に入団。当時は「入学=入団」で学校と劇団は一体であった。

- 1935年、宝塚少女歌劇団を退団。

## 宝塚少女歌劇団時代の主な舞台
- 『ダンス・ホール』（月組）（1927年2月1日 - 2月28日、宝塚大劇場）
- 『猿蟹合戦』（月組）（1927年8月1日 - 8月31日、宝塚大劇場）
- 『鏡の宮』『モン・パリ』（月組）（1928年6月1日 - 6月30日、宝塚大劇場）
- 『絶えざる動き』（月組）（1928年9月1日 - 9月30日、宝塚大劇場）
- 『象曳女金平』（月組）（1929年3月1日 - 3月31日、宝塚大劇場）
- 『ドナウの漣』（月組）（1929年6月1日 - 6月30日、宝塚大劇場）
- 『變化雛』（月組）（1931年4月1日 - 4月30日、宝塚大劇場）
- 『良辨杉』（月組）（1931年7月1日 - 7月31日、宝塚大劇場）
- 『燈臺鬼』（1932年5月1日 - 5月15日）『春のをどり(七曜譜)』（1932年5月16日 - 5月31日）（月組）（宝塚大劇場）
- 『女王萬歳』（月組）（1932年11月1日 - 11月30日、宝塚大劇場）
- 『八犬傳』（月組）（1933年5月1日 - 5月31日、宝塚大劇場）
- 『巴里のアパッシュ』（月組）（1933年10月1日 - 10月22日、中劇場）
- 『ベティルウ』『竹柴道中記』（月組）（1934年5月5日 - 5月20日、中劇場）
- 『鳩姫里歸り』『素襖落』『青春』（月組）（1934年11月1日 - 11月30日、宝塚大劇場）